# Philip Noel-Baker
Philip Noel-Baker (n. 1 noiembrie 1889, Greater London, Anglia, Regatul Unit al Marii Britanii și Irlandei – d. 8 octombrie 1982, Greater London, Anglia, Regatul Unit) a fost un politician și atlet britanic, medaliat olimpic. În 1959 a primit Premiul Nobel pentru Pace.

## Biografie
El a participat la două ediții ale Jocurilor Olimpice (1912, 1920) în care a câștigat o medalie de argint în proba de 1500 m. 
| An   | Competiție        | Locație           | Loc | Eveniment | Note   |
| ---- | ----------------- | ----------------- | --- | --------- | ------ |
| 1912 | Jocurile Olimpice | Stockholm, Suedia | –   | 800 m     | NT     |
| 1912 | Jocurile Olimpice | Stockholm, Suedia | 6   | 1500 m    | 4:01,0 |
| 1920 | Jocurile Olimpice | Anvers, Belgia    | 20  | 800 m     | NS     |
| 1920 | Jocurile Olimpice | Anvers, Belgia    | 2   | 1500 m    | 4:02,4 |

Philip Noel-Baker a fost membru al Camerei Comunelor a Parlamentului Regatului Unit, ales din partea Partidului Laburist, timp de 36 de ani, din 1929 până în 1931 și din nou din 1936 până în 1970, ocupând mai multe funcții ministeriale și în cabinet. A fost numit membru pe viață a Camerei Lorzilor în 1977.
Premiul Nobel pentru Pace din 1959 a fost acordat lui Philip Noel-Baker „pentru contribuția sa de lungă durată la dezarmare și pace”.